# Bandera de la República Socialista Soviètica Carelo-Finlandesa
La bandera de la República Socialista Soviètica Carelo-Finlandesa presenta com a base el disseny de la bandera de la Unió Soviètica, un camp de color vermell amb la falç i el martell i l'estrella de cinc puntes en or onejant al cantó superior esquerre, al qual s'hi afegeixen dues franges a la part inferior de color blau cel i verd amb una amplada d'1/6 i d'1/5, respectivament, del total.
Es tracta d'un disseny estandarditzat, és a dir, sobre el disseny de la bandera de l'URSS s'hi afegeix un tret distintiu per a cada república que forma part de la Unió. En aquest cas les franges blava i verda en representació dels nombrosos llacs i rius i els grans boscos.
La bandera fou canviada el 1956 quan la república s'integrà dins la República Socialista Federada Soviètica de Rússia amb el nom de República Socialista Soviètica Autònoma de Carèlia.

## Banderes històriques
Des del 1940 i fins al 1953, la bandera era un camp de color vermell amb la falç, el martell i l'estrella de cinc puntes en or onejant al cantó superior esquerre, i sota d'ells, el nom de la república en finès, Karjalais-Suomalainen SNT (per Karjalais-Suomalainen Sosialistinen Neuvostotasavalta) i rus Карело-Финская ССР (per Карело-Финская Советская Социалистическая Республика) en un tipus de lletra sense serifa.

Bandera de l'RSS Carelo-Finlandesa (1940-1953)